# (3191) Svanetia
(3191) Svanetia (1978 SR6; 1981 EA25) ist ein Asteroid des äußeren Hauptgürtels, der am 22. September 1979 vom russischen (damals: Sowjetunion) Astronomen Nikolai Stepanowitsch Tschernych am Krim-Observatorium (Zweigstelle Nautschnyj) auf der Halbinsel Krim (IAU-Code 095) entdeckt wurde. Er gehört zur Koronis-Familie, einer Gruppe von Asteroiden, die nach (158) Koronis benannt ist.

## Benennung
(3191) Svanetia wurde nach Swanetien, einer historisch-geographischen Region im Norden Georgiens im Großen Kaukasus, benannt.